# Lesichovo (huyện)
Lesichovo là một huyện thuộc tỉnh Pazardzhik, Bungaria. Dân số thời điểm năm 2001 là 6633 người.